# Trường năng lượng

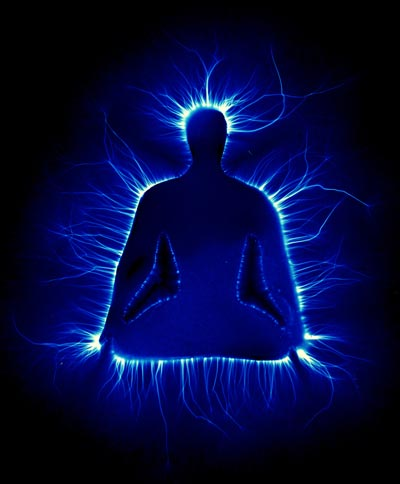
Đồ họa về một trường năng lượng đang tỏa ra từ một người ngồi thiền

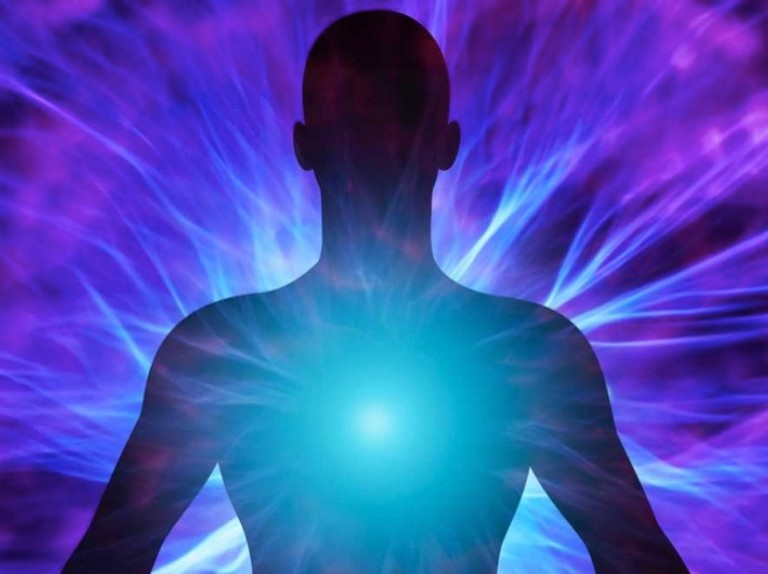
Năng lượng tâm linh

Trường năng lượng (Energy esotericism) hay còn gọi là khí lực  hay thần khí một khái niệm về dòng "năng lượng" tâm linh. Những người ủng hộ và thực hành các hình thức tâm linh bí truyền và y học thay thế đề cập đến nhiều trải nghiệm và hiện tượng được tuyên bố là do "trường năng lượng" hoặc "khí lực" nhưng không thể thực hiện các phép đo đạc khoa học để kiểm chứng và do đó dạng "năng lượng" này được phân biệt với các dạng năng lượng khoa học. Các tuyên bố liên quan đến liệu pháp năng lượng thường là giai thoại, thay vì dựa trên bằng chứng thực nghiệm có thể lặp lại. Không có bằng chứng khoa học về sự tồn tại của năng lượng như vậy và các nhà giáo dục vật lý chỉ trích việc sử dụng thuật ngữ "trường năng lượng" để mô tả các ý tưởng là có khả năng gây nhầm lẫn.

## Đại cương
Các khái niệm như "sinh lực" (life force), "khí" (氣) hay còn gọi là khí công, khí lực, linh khí (trong Đạo giáo Trung Hoa về phong thủy và võ thuật) và "lực sống" (Élan Vital) đã tồn tại từ thời cổ đại. Vào thế kỷ 18, Franz Mesmer đã châm ngòi cho cuộc tranh luận với lý thuyết từ tính động vật của ông. Sự chú ý đến thuyết Sinh lực luận đã tăng cao vào thế kỷ 18 và 19, mối quan tâm này tiếp tục kéo dài sang thế kỷ 20, phần lớn được thúc đẩy bởi những người ủng hộ phong trào Thời Đại Mới (New Age) cũng như lý thuyết về Tư tưởng Mới (New Thought). Thực tế, khi các nhà sinh vật học nghiên cứu phôi học và sinh học phát triển, đặc biệt là trước khi phát hiện ra gen, nhiều nội hàm về lực tổ hợp đã được đặt ra để giải thích cho những quan sát của họ. 
Nhà sinh vật học người Đức Hans Driesch (1867–1941) đã đề xuất một triết lý về Entelechy (một thuật ngữ mượn từ triết học của Aristotle để chỉ một lực lượng cuộc sống có yếu tố tâm thần hoặc "giống như tâm trí", tức là phi không gian) là một loại năng lượng mà ông tin rằng đã kiểm soát các quá trình hữu cơ. Tuy nhiên, những ý tưởng như vậy bị mất uy tín, và khoa học hiện đại gần như đã từ bỏ nỗ lực liên kết các đặc tính năng lượng bổ sung với sự sống. Nó không phải là khái niệm khoa học về năng lượng đang được nhắc đến trong bối cảnh tâm linh và y học thay thế như Brian Dunning đã thẳng thừng chỉ ra những gì năng lượng là phép đo khả năng năng lực, nhưng trong văn hóa đại chúng, cụm từ năng lượng bằng cách nào đó đã trở thành một danh từ. "Năng lượng" thường được nói đến như thể nó là một thứ tự nó, giống như một vùng năng lượng phát sáng, có thể được thâu thập và sử dụng. Trong khái niệm Thời đại Mới này về cơ thể có một "trường năng lượng" đã bị triệt tiêu hoàn toàn. Không có thứ gọi là trường năng lượng mà chúng là hai khái niệm không liên quan với nhau.
Mặc dù thiếu sự hỗ trợ khoa học nhưng các nhà văn và nhà tư tưởng tâm linh vẫn duy trì ý tưởng về năng lượng và tiếp tục quảng bá chúng như những câu chuyện ngụ ngôn hữu ích hoặc như thể chúng có tồn tại Lĩnh vực y học năng lượng có ý định điều khiển năng lượng nhưng không có bằng chứng đáng tin cậy nào chứng minh điều này. Triết lý về khí cũng bao gồm khái niệm "âm khí" gây ra tâm trạng tiêu cực như sợ hãi hoàn toàn hoặc các biểu hiện ôn hòa hơn như lo lắng, bất an hoặc khó xử Làm chệch hướng âm khí thông qua phong thủy là một mối bận tâm trong phong thủy. Cách giải thích truyền thống về châm cứu nói rằng khí lực hoạt động bằng cách điều khiển sự lưu thông của khí huyết thông qua một mạng lưới kinh mạch với các điểm huyệt đạo. Ngoài ra, có nhiều địa điểm tự nhiên huyền bí mà những người thuộc các hệ tín ngưỡng khác nhau thấy rất linh thiêng hoặc có một "trường năng lượng" có ý nghĩa đối với con người Ý tưởng cho rằng một số loại "âm khí", tà khí, chướng khí là căn nguyên tạo ra hoặc thu hút ma hoặc quỷ xuất hiện trong văn hóa và tín ngưỡng huyền bí đương đại như được minh họa trong các chương trình truyền hình.